# コミズナギドリ
コミズナギドリ（小水薙鳥、学名:Puffinus nativitatis）は、ミズナギドリ目ミズナギドリ科に分類される鳥類の一種である。

## 分布
ハワイ諸島、ウェーク島を北限として、太平洋熱帯海域、東はイースター島までの島嶼で繁殖する。非繁殖期は太平洋の熱帯、亜熱帯海域に広く分布するが、あまり繁殖地を離れない。
日本においては迷鳥として、2回の古い迷行例（1936年千葉県、1947年宮城県）があるほか、小笠原諸島近海や北日本の太平洋沖で7－9月に観察例がある。

## 特徴
全長約36cm、翼開長71-81cmと、ミズナギドリの中では小型である。全身暗褐色。留鳥性を反映し、体は細く、翼は比較的短くとがらない。

## 生態
渡りをしないので、繁殖期は4月から10月と長い。

## 保全状況評価
LEAST CONCERN (IUCN Red List Ver. 3.1 (2001))